# Elite Rugby Club Monagas
Elite Rugby Club Monagas es un equipo venezolano de rugby. Está afiliado a la Federación Venezolana de Rugby. Tiene su sede en Maturín, estado Monagas. Juega como local en el Estadio Alexander Bottini. 

## Historia
Fue fundado el 17 de marzo de 2011 por estudiantes de la UDO Monagas. En 2012 participó como invitado en la Zona Sur Oriental del Campeonato Nacional de Clubes. En 2013 logró por primera vez clasificar a los octavos de final del Nacional de Clubes.